# Фокус група
Фокус група је групни интервју који укључује мали број демографски сличних људи или учесника који имају друге заједничке особине/искуства. Проучавају се њихове реакције на специфична питања која поставља истраживач/евалуатор. Фокус групе се користе у истраживању тржишта да би се боље разумеле реакције људи на производе или услуге или перцепције учесника о заједничким искуствима. Дискусије могу бити вођене или отворене. У истраживању тржишта, фокус групе могу истражити одговор групе на нови производ или услугу. Као алат за евалуацију програма, они могу извући научене лекције и препоруке за побољшање учинка. Идеја је да истраживач разуме реакције учесника. Ако су чланови групе репрезентативни за већу популацију, може се очекивати да ће те реакције одражавати ставове те веће популације. Дакле, фокус групе представљају метод истраживања или евалуације који истраживачи организују да би прикупили квалитативне податке кроз интерактивне и усмерене дискусије.
Фокус групу такође користе социолози, психолози и истраживачи у комуникацијским студијама, образовању, политичким наукама и јавном здравству. Маркетиншки стручњаци могу да користе информације прикупљене из фокус група да би стекли увид у одређени производ, контроверзу или тему. Коришћени у квалитативном истраживању, интервјуи укључују групу људи којима се поставља питање о њиховим перцепцијама, ставовима, мишљењима, уверењима и ставовима у вези са многим различитим темама (нпр. абортус, политички кандидати или питања, заједнички догађај, процена потреба). Чланови групе су често слободни да разговарају и комуницирају једни с другима. Уместо да истраживач/евалуатор поставља питања члановима групе појединачно, фокус групе користе групну интеракцију да истраже и разјасне веровања, мишљења и ставове учесника. Интерактивност фокус група омогућава истраживачима да добију квалитативне податке од више учесника, често чинећи фокус групе релативно сврсисходним, погодним и ефикасним истраживачким методом.
Док се фокус група одвија, модератор или води белешке и/или снима дискусију за касније вођење белешки како би учио од групе. Истраживачи/евалуатори треба пажљиво да бирају чланове фокус групе како би добили корисне информације. Фокус групе такође могу укључивати посматрача који обраћа пажњу на динамику која није изражена речима, на пример, говор тела, људе који изгледају као да имају шта да додају, али не говоре.
Ернест Дихтер је први предложио одржавање „групних терапија" за производе, а убрзо је ова техника постала позната као Фокус група.